# Patrice Vautier
Pour les articles homonymes, voir Vautier.
Patrice Vautier, né à La Tronche le 19 octobre 1938 et mort à Berck le 2 janvier 2003, est un journaliste français. Il a été secrétaire de rédaction, puis critique de cinéma à l'hebdomadaire satirique Le Canard enchaîné. Il a passé trente-cinq ans dans ce journal. Il était responsable de la rubrique « Couac ».

## Biographie
Après des débuts - laborieux - au Dauphiné libéré, il entre au Canard enchaîné en 1970. On lui doit notamment :
- l'affaire des diamants, en 1979
- la première interview de Bokassa après la chute de ce dernier[réf. nécessaire] même si Claude Angeli tenta de s'en approprier la paternité.[réf. nécessaire]

Grand spécialiste de l'Afrique francophone, il fut choisi par Félix Houphouët-Boigny comme biographe officiel.[réf. nécessaire] À cette époque, le président ivoirien était le seul homme d'État à avoir rencontré tous les chefs d'état de ce monde à l'exception de Tito et de Mao Zedong.[réf. nécessaire] C'est dire l'intérêt majeur de ce travail. Le "vieux" comme l'appelait affectueusement les Ivoiriens, décéda avant la fin du projet. 

Patrice Vautier publia le début de leur collaboration sous le titre: Mes premiers combats.
Jusqu'à la fin de sa vie, Patrice Vautier écrivit les petites et grandes injustices quotidiennes de France dans la rubrique Couac du Canard enchaîné .
Il est l'auteur d'un recueil de nouvelles : La Vie, madame.

## Ouvrages
- Afrique occidentale. Marcus. 1976, 1978, 1982, 1984, 1996
- La Vie, madame. L'âge d'homme. 1991
- Félix Houphouët-Boigny. Mes premiers combats. 1994. NEI. Houphouët-Boigny avait choisi de confier ses mémoires à Patrice Vautier